# 中山文甫
中山 文甫 （なかやま ぶんぽ、1899年〈明治32年〉9月16日 - 1986年〈昭和61年〉10月16日）は華道家。大阪府出身。

## 略歴
華道未生流家元筋に生まれる。未生流流祖である未生斎一甫は江戸旗本武士であったが、身分を捨て江戸を後に西国から九州、さらに山陰へと足を向けて、30年にわたる長い放浪のたびを続けながらいけばなの道を極め、花の哲学を確立した。その一甫の精神を正統的に受け継ぎながらも古い流派に漂う因習をきらい、「いけばなは過去のものであってはならない」とした。作品は鳥の羽やビーズ玉、金属などの異質素材を花材として開拓し、また照明を取り入れ、光を刻みに計算した色彩豊かなものであり、当時のいけばな界からは批判もされたが、第二次世界大戦後のいけばな界に潮流を巻き起こし「前衛挿花」（ぜんえいそうか）となって開花した。1948年（昭和23年）前衛挿花個展をひらき、いけばなにはじめて前衛の名を冠した。
そして、早くから暮らしの中で活けられる「用に立ついけ花」にも関心を寄せ、新品種の花や洋花を積極的に取り入れ、社会条件や住宅環境に対応できる「新花」（しんか）を1929年（昭和4年）に発表している。それまでのいけ花は床の間に飾るものとされていたが、新花は生活空間の中で自由に置くことができ、旧守を第一としていた当時のいけばな界にあって、新花の誕生は画期的な出来事であった。1954年（昭和29年）華道未生流中山文甫会を創立した。1971年（昭和46年）勲五等瑞宝章受賞。

## 著作物
- 『オールカラー　いけばな全書』 小学館、1972年
- 『未生流新独習シリーズ』 主婦の友社、1974年、ISBN 978-4079111218